# Xuân Lộc, Thanh Thủy
Xuân Lộc là một xã thuộc huyện Thanh Thủy, tỉnh Phú Thọ, Việt Nam.
Xã Xuân Lộc có diện tích 8,9 km², dân số năm 1999 là 6452 người, mật độ dân số đạt 725 người/km².
1. Đặc điểm vị trí, địa lý.
Xuân Lộc là xã Trung du nằm ở ven bờ tả hạ lưu sông Đà. Có diện tích 807.52 ha, cách trung tâm huyện Thanh Thủy 7 km về phía Đông Bắc. Toàn xã có 8 khu dân cư sống tập trung hai bên đường tỉnh lộ 316, với dân số trên 6.600 người sống tập trung tại 8 khu dân cư và nghề truyền thống là làm nông nghiệp.
Đình Hạ Bì Trung - Di tích lịch sử  cấp quốc gia theo quyết định số 3997/QĐ-BVHTTDL ngày 10/11/2010
2.  Những thành tựu nổi bật đạt được
Toàn xã có khoảng 400 hộ làm các loại hình dịch vụ buôn bán nhỏ được duy trì và phát triển như mua phế liệu, vận tải, xưởng mộc, gò hàn, thợ xây. Xã có 6 doanh nghiệp tư nhân, 6 xưởng mộc, 7 xưởng gò hàn, 1 tàu thuyền, 4 địa điểm thu mua phế liệu giải quyết việc làm cho hàng trăm lao động, thường xuyên có 120 đến 165 lao động đi mua tóc cho thu nhập cao.
Công tác Văn hóa - xã hội luôn được trú trọng và quan tâm triệt để, tổ chức các hoạt động VHVN-TDTT nhân các ngày lễ lớn trong năm 
3. Phương hướng, mục tiêu phát triển trong thời gian tới
Bình quân thu nhập đến năm 2020 đạt 40 - 45 triệu đồng/người/năm. Giá trị thu nhập trên đơn vị diện tích đạt 100 - 120 triệu đồng/ha.
Tập trung làm tốt công tác quy hoạch, thực hiện và quản lý quy hoạch theo hướng phát triển phù hợp với quy hoạch chung của huyện.  Phát triển Nông nghiệp toàn diện, hiệu quả, bền vững, tạo ra sản phẩm hàng hoá sạch. Tạo điều kiện, khuyến khích các doanh nghiệp đầu tư các cơ sở sản xuất các ngành hàng tiềm năng, có hiệu quả kinh tế- xã hội cao. Huy động tối đa các nguồn lực để đầu tư xây dựng kết cấu hạ tầng phục vụ sản xuất và kinh doanh.